# 祖·朗頓
祖·朗頓（英語：Joe Rodon，1997年10月22日—）為威爾斯足球員，司職中堅。現時效力英冠球隊列斯聯，威爾斯足球代表隊成員。

## 職業生涯
朗頓在斯旺西法朗格菲拉赫成長，一直都是斯旺西城足球俱乐部的季票持有者。2005年，8歲的朗頓加入球隊。他在2015年7月與球隊簽署第一份職業合同，在2016年1月首次進入球隊在英格蘭足總盃對牛津城的替補席上。2017年10月首次列名於英超比賽的大軍名單，當時比賽為客場對阿仙奴。2017年8月15日，朗頓以隊長身份代表斯旺西U23隊出戰對車頓咸的英格蘭足球聯賽錦標賽。
2018年1月30日，朗頓被租借往英格蘭足球乙級聯賽球隊車頓咸直至該季完結。領隊表示「我們觀察了他（朗頓）一段時間，他毫無疑問是一位有質素的球員。」
2018–19球季，朗頓在回到斯旺西後，在領隊的麾下完成在英格蘭足球冠軍聯賽的地標戰。之後的球季在新帥的摩下成為球隊常規正選並上場21次。
2020年10月16日，朗頓加盟英超球隊熱刺，以1100萬英鎊簽署了5年的合約。

## 國家隊生涯
2018年5月，朗頓曾入圍威爾斯友賽墨西哥的初步名單，但在最終名單中被剔除。他在2019年8月歐洲足球錦標賽外圍賽對阿塞拜疆首次獲得徵召。
2021年5月，朗頓被選入威爾士隊2020年歐洲國家盃大名單。

## 外部連結
- Soccerway資料庫：祖·朗頓